# Huayi Brothers
Huayi Brothers Media Corp. (спрощ.: 华谊兄弟传媒股份有限公司; піньїнь: Huáyì Xiōngdì Chuánméi Gǔfèn Yǒuxiàn Gōngsī) — китайська розважальна компанія, яка володіє кіностудією, телевізійною продюсерською компанією, агентством талантів, звукозаписною компанією та мережею кінотеатрів Заснована у 1994 році в Пекіні Ван Чжунцзюном і Ван Жонглеєм. У 2014 році компанія була сьомим за величиною дистриб'ютором фільмів у Китаї з 2,26 % ринку.

## Постановки

### Телесеріали
| Рік      | Українська назва         | Оригінальна назва   | К-сть серій |
| -------- | ------------------------ | ------------------- | ----------- |
| 2006 рік | Солдати Сорті            | 士兵 突击           | 28          |
| 2009 рік | Мій начальник і мій полк | 我 的 团长 我 的 团 | 43          |
| 2009 рік | Вузкість житла           | 蜗居                | 35          |
| 2010 рік | Легенди повідомлення     | 风声 传奇           | 30          |
| 2011 рік | Переслідування           | 追逃                | 30          |
| 2012 рік | Чоловік і дружина        | 夫妻 那些 事        | 34          |
| 2013 рік | Серце без злодіїв        | 无 贼               | 48          |
| 2018 рік | Давно не бачились        | 好久不见            | 42          |

### Фільми
| Рік  | Українська назва                                 | Оригінальна назва | Примітки     |
| ---- | ------------------------------------------------ | ----------------- | ------------ |
| 2004 | Світ без злодіїв                                 | 天下无贼          |              |
| 2004 | Розбірки в стилі кунг-фу                         | 功夫              |              |
| 2005 | Cell Phone                                       | 手机              |              |
| 2006 | Роб-бі-гуд                                       | 宝贝计划          |              |
| 2007 | В ім'я честі                                     | 集结号            |              |
| 2007 | Полководці                                       | 投名狀            |              |
| 2008 | Заборонене царство                               | 功夫之王          |              |
| 2008 | Нечесних прошу не турбувати                      | 非诚勿扰          |              |
| 2009 | The Message                                      | 风声              |              |
| 2009 | Look for a Star                                  | 游龙戏凤          |              |
| 2009 | The Equation of Love and Death                   | 李米的猜想        |              |
| 2009 | The Spring in The Winter                         |                   |              |
| 2010 | Землетрус                                        | 唐山大地震        |              |
| 2010 | Детектив Ді і таємниця Примарного Полум'я        | 狄仁杰之通天帝国  |              |
| 2012 | LOVE                                             | 爱                |              |
| 2012 | Обладунки Бога 3: Місія Зодіак                   | 十二生肖          |              |
| 2012 | Учень майстра                                    | 太極：從零開始    |              |
| 2012 | Painted Skin: The Resurrection                   | 画皮II            |              |
| 2013 | Подорож на Захід: Підкорення демонів             | 西遊·降魔篇       |              |
| 2013 | Mr. Go                                           | 大明猩            |              |
| 2013 | Personal Tailor                                  | 私人订制          |              |
| 2013 | Молодий детектив Ді: Повстання морського дракона | 狄仁傑之神都龍王  |              |
| 2014 | Women Who Flirt                                  | 撒娇女人最好命    |              |
| 2015 | Lost and Love                                    | 失孤              |              |
| 2015 | Only You                                         | 命中注定          |              |
| 2015 | Mojin: The Lost Legend                           | 鬼吹灯之寻龙诀    |              |
| 2015 | Меч Дракона                                      | 天将雄师          |              |
| 2015 | Mr. Six                                          | 老炮儿            |              |
| 2016 | Лялька                                           | 灵偶契约          |              |
| 2016 | Warcraft: Початок                                | 魔兽世界          |              |
| 2016 | Вільний штат Джонса                              | 烈火邊境          |              |
| 2016 | The Wasted Times                                 | 罗曼蒂克消亡史    |              |
| 2016 | Хардкор                                          | 硬核大战          |              |
| 2016 | Майже сімнадцять                                 | 成长边缘          |              |
| 2016 | Рок Дог                                          | 摇滚藏獒          |              |
| 2016 | Дуже погані матусі                               | 坏妈妈            |              |
| 2017 | Космос між нами                                  | 回到火星          |              |
| 2017 | Revenge for Love                                 | 瘋岳撬佳人        | Distribution |
| 2017 | Іноземець                                        | 英伦对决          |              |
| 2017 | Дуже погані матусі 2                             | 阿姐響叮噹        |              |
| 2017 | Гра Моллі                                        | 茉莉牌局          |              |
| 2018 | Thunder Agents                                   |                   |              |
| 2018 | Blazing Samurai                                  |                   |              |
| 2018 | 22 милі                                          |                   |              |
| 2018 | М'ята                                            |                   |              |
| 2018 | Іграшки для дорослих                             |                   |              |

## Агентство талантів
HBMC є продюсером понад 100 китайських акторів, співаків та музикантів, серед яких Сюнь Чжоу, Анжелабабі, Кунь Чень, Чжао Вей та Шу Ци.